# Colla ureica
La colla ureica è una dei collanti più usati nel settore del legno in particolare nell'operazione di impiallacciatura e nella produzione di pannelli in truciolari e MDF. È un collante basato sulla reazione tra urea e formaldeide e per questo motivo spesso è chiamata anche colla urea-formaldeide.

## Descrizione e composizione
Si può trovare sul mercato sia in forma liquida sia in polvere da sciogliere in acqua: solitamente viene mescolata con un catalizzatore (solfato di ammonio o altri sali d'ammonio) che a volte è già miscelato nelle polveri secche. Emette in fase di asciugatura un odore caratteristico e pungente.
La reticolazione ureica avviene in presenza di umidità e di calore generato da presse o per via chimica. La resina indurita si presenta come piuttosto rigida e tenace con una buona impermeabilità. Per aumentare l'elasticità a volte vengono aggiunte piccole quantità di resine viniliche. Per aumentare ulteriormente la resistenza all'acqua vengono invece aggiunte resine melamminiche: il composto così ottenuto è più propriamente detto resina urea-melammina-formaldeide e viene usata nella produzione di pannelli in truciolare V100 (idrorepellenti).
Dato che l'umidità e l'acqua innescano la reticolazione del prodotto in modo irreversibile, il collante miscelato deve essere usato in breve tempo; per lo stesso motivo le polveri premiscelate devono essere tenute in ambienti secchi.
L'urea-formaldeide si rende particolarmente adatta nell'impiallacciatura in quanto oltre ad essere abbastanza economica è una resina termoindurente: questo fa sì che il pannello impiallacciato possa essere levigato o verniciato in forni senza che il collante rammollisca.
La presenza di formaldeide nelle mescole rende consigliabile l'applicazione in ambienti ben aerati in quanto risulta irritante, corrosiva e cancerogena. A tal proposito i produttori stanno cercando di limitare al massimo la presenza libera del componente ed attualmente gran parte della produzione di tale colla presenta basse emissioni che dovrebbero divenire pressoché nulle sul pannello finito a reazione avvenuta.
Date le più frequenti necessità da parte del mercato di puntare ad avere prodotti senza formaldeide, le principali aziende del settore dei pannelli in legno stanno iniziando una transizione verso collanti a base vegetale, senza formaldeide aggiunta. Uno dei motivi principali è che il mercato americano richiede emissioni di formaldeide che siano sotto limiti insormontabili per classici adesivi a base di formaldeide, anche quelli che ne contengono poca.
La categoria in cui rientrano pannelli prodotti con l'utilizzo di resine vegetali non contenenti formaldeide prende il nome di NAF (No Added Formaldehyde).